# VfB Speldorf
Maillots
Dernière mise à jour : 16 avril 2011.
La VfB Speldorf est un club allemand de football localisé dans la commune de Speldorf dans l’entité de Mülheim an der Ruhr, en Rhénanie du Nord/Westphalie.

## Histoire (football)
Parmi les premiers clubs existant dans la localité, il y eut le SC Preussen Speldorf et le BV Rheinland Speldorf. Ces clubs disparurent après le déclenchement de la Première Guerre mondiale. 
Le 19 janvier 1919 fut fondé le Verein für Bewegungspiel Speldorf ou VfB Speldorf.
En 1934 et en 1935, le club remporta la Bezirksklasse Niederrhein et se qualifia pour le tour final en vue de monter en Gauliga Niederrhein, une des seize ligues créées sur ordre des Nazis dès leur arrivée au pouvoir en 1933. Mais le cercle ne parvint pas à décrocher la promotion. 
Pendant la Seconde Guerre mondiale, en 1943, le VfB Speldorf forma une association de guerre (en Allemand: Kriegspielgemeinschaft – KSG) avec le TSV Broich 85 pour jouer puis avec le Mülheimer SV 07 pour jouer sous la dénomination de KSG Linksruhr.
En 1945, le club fut dissous par les Alliés, comme tous les clubs et associations allemands (voir Directive n°23). Il fut rapidement reconstitué.
Lors de la saison 1945-1946, le VfB Speldorf reprit les compétitions dans une ligue du Bezirksmeisterschaft Rechter Niederrhein (considéré à ce moment comme la plus haute division), Ensuite, il fut versé dans la Amateurliga (qui devint la Landesliga Niederrhein) de la Fußballverbandes Niederrhein (FVN), une des trois fédérations composant la Westdeutscher Fußball-und Leichtathletikverband (WFLV).
En 1956, le VfB Speldorf champion de la Landesliga Niederrhein. Il remporta ensuite le tour final à trois devant le Dortmund SC 95 et le SSV Troisdorf 05 et monta en 2. Oberliga West, une ligue alors située au 2e niveau de la hiérarchie. Le VfB Speldorf participa aussi au Championnat d’Allemagne Amateur dont il disputa la finale. Il perdit (3-2) face au SpVgg 03 Neu-Isenburg.
En 1957, le cercle termina dernier en 2. Oberliga et redescendit vers la Landesliga qui avait été rebaptisée Verbandsliga Niederrhein.
Dans les années 1960 et 1970, le club régressa jusqu’en Bezirksklasse (niveau 6). Après plusieurs montées, il accéda en 1983, à l’Oberliga Nordrhein, une ligue  à cette époque située au 3e niveau. 17e et dernier, l’année suivante, le VfB Speldorf redescendit.
Le cercle retomba jusqu’au niveau 6 puis en 2005, il remporta le titre de la Verbandsliga Niederhein alors au 5e étage de la pyramide du football allemand et accéda ainsi à l’Oberliga Nordrhein. Il y évolua trois saisons puis en 2008, il ne put se classer en ordre utile pour être retenu en Oberliga Nordrhein/Westfalen qui reçut ensuite le nom de NRW-Liga. Le club fut renvoyé en Verbansliga Niederrhein (ou Niederrheinliga). Ce fut donc un passage du 4e au 6e niveau, car en raison de la création de la 3. Liga au même moment toutes les ligues inférieures reculèrent d’un rang,
En 2009, le VfB Speldorf conquit le titre de la Niederrheinliga et monta en NRW-liga.
En 2010, le VfB Speldorf évolue en NRW-Liga, soit au 5e niveau de la hiérarchie de la DFB.

## Palmarès
- Champion de la Bezirksklasse Niederrhein: 1934, 1935.
- Champion de la Landesliga Niederrhein (III): 1956.
- Champion de la Landesliga Niederrhein (IV): 1969.
- Champion de la Landesliga Niederrhein (V): 1996.
- Champion de la Verbandsliga Niederrhein (V):2005.
- Champion de la Niederrheinliga (VI): 2009.

- Vainqueur de la Niederrhein-Pokal (Coupe du Bas-Rhin): 2009.